# Колумбійці в Іспанії
Присутність колумбійців в Іспанії бере свій початок із часів здобуття Колумбією незалежності від Іспанії.

## Кількість
Станом на 2020 рік, загальна кількість жителів Колумбії, народжених в Іспанії, становить 513 583 особи, з яких 239 452 мають іспанське громадянство, а 274 131 - колумбійське.
У 2015 році в Іспанії проживало 145 490 громадян Колумбії та 203 675 натуралізованих громадян Іспанії. Загальне населення колумбійського народження в Іспанії за той рік становило 356 475 чоловік. Загальне населення колумбійців в Іспанії значно зменшилось внаслідок еміграції, спричиненої тривалою економічною кризою в Іспанії протягом 2008-2016 років, масштаби якої знову зросли за останні три роки до рекордних рівнів після економічного відновлення.